# Lasiochernes villosus
Lasiochernes villosus es una especie de arácnido  del orden Pseudoscorpionida de la familia Chernetidae.

## Distribución geográfica
Se encuentra en Turquía.